# Davis Grubb
Davis Alexander Grubb, född 23 juli 1919 i Moundsville i West Virginia, död 24 juli 1980 i New York i New York, var en amerikansk roman- och novellförfattare.
Davis Grubbs enda roman som är översatt till svenska är Nattens onda ögon (The Night of the Hunter) från 1953. Den filmatiserades även 1955 med titeln Trasdockan. Även romanen Fools' Parade filmatiserades, på svenska Pengar eller livet (1971).